# Villalba de Duero
Villalba de Duero – gmina w Hiszpanii, w prowincji Burgos, w Kastylii i León, o powierzchni 13,75 km². W 2011 roku gmina liczyła 678 mieszkańców.